# Wedau (Duisburg)
Wedau ist ein Stadtteil Duisburgs im Stadtbezirk Duisburg-Süd. In dem Stadtteil leben 4.980 Menschen auf 4,78 km² (Stand: 31. Dezember 2023).

## Namensgebung
Der Name Wedau von Weidenaue bezeichnete bereits Anfang des 14. Jahrhunderts einen Teil des großen Feuchtgebietes im Einflussbereich der Bäche Pootbach, Bummelbach, Wambach, Haubach und Dickelsbach. Dieser Name erscheint in der Lancizolleschen Flurkarte von 1733 als Weidau und in der Karte von Pepperhoff 1837 als Weddau. Zwei Urkunden des Stiftes Kaiserswerth von 1318 und 1355 über den Verkauf von zwei Grundstücken mit Namen Wedowen konnte dem Ort Wedau bislang nicht sicher zugeordnet werden, obwohl die alte Schreibweise für au einst ouwe, owe oder ow eine Bezeichnung für eine feuchte Niederung war.
Später wurde der Ort umgangssprachlich Die Weddau, heute Wedau genannt.

## Lage
Wedau umfasste früher auch den Sportpark Duisburg bis zur Kruppstraße und ist aber heute nördlich begrenzt durch die Straßen Pregelweg, Allensteiner Ring (Schmalenbachweg), die Wedauer Straße und der Werkstättenstraße. Die westliche Grenze läuft entlang des Dickelsbachs, Im Dickelsbachgrund, südlich begrenzt durch die Saarner Straße und im Osten durch das Gelände der Deutschen Bahn bis zur Bissingheimer Straße. Der „Weißer See“ direkt neben dem „Entenfang“ (gehört schon zu Mülheim) liegt ebenfalls noch auf Wedauer Gebiet.

## Geschichte
Früheste Besiedlungsspuren aus der Hallstattzeit (1200–800 v. Chr.) fanden sich in einem Grabhügelfeld, das sich südlich vom Kaiserberg über Neudorf und Wedau bis in das Gebiet der Sechs-Seen-Platte erstreckte. Funde aus den Grabhügeln bewahrt das Kultur- und Stadthistorisches Museum Duisburg auf.
Bis zur Eingemeindung nach Duisburg im Jahre 1929 gehörte das Gebiet des heutigen Stadtteils gemeinsam mit dem heute angrenzenden Stadtteil Bissingheim zur Gemeinde Huckingen, die Teil des bergischen Amtes Angermund im Landkreis Düsseldorf war. Nach dem Ersten Weltkrieg wurde in Wedau einer der größten Verschiebebahnhöfe Deutschlands gebaut.

## Eisenbahn
Der Bahnhof Duisburg-Wedau liegt an der Bahnstrecke Mülheim-Speldorf–Troisdorf.
Den Kern Wedaus bildet die Eisenbahner-Siedlung, errichtet für die Beschäftigten und die Familien der damaligen Preußischen und späteren Deutschen Reichsbahn, von denen die Straßen Birkenweg und Heimweg ab 1913 bezugsfertig wurden. Diese Siedlung ist seit 1999 als Denkmalbereich unter Schutz gestellt.
Im Zuge der Privatisierung der Deutschen Bundesbahn wurde 2003 vom Bahnvorstand beschlossen, das Ausbesserungswerk Wedau, das der größte Arbeitgeber dieser Region war, zu schließen. Der Rangierbahnhof Wedau wurde bereits im Jahre 2000, das Bahnbetriebswerk Wedau bereits 1977 stillgelegt. Auf dem Gelände befinden sich zwei Hochbunker der Bauart Winkel.

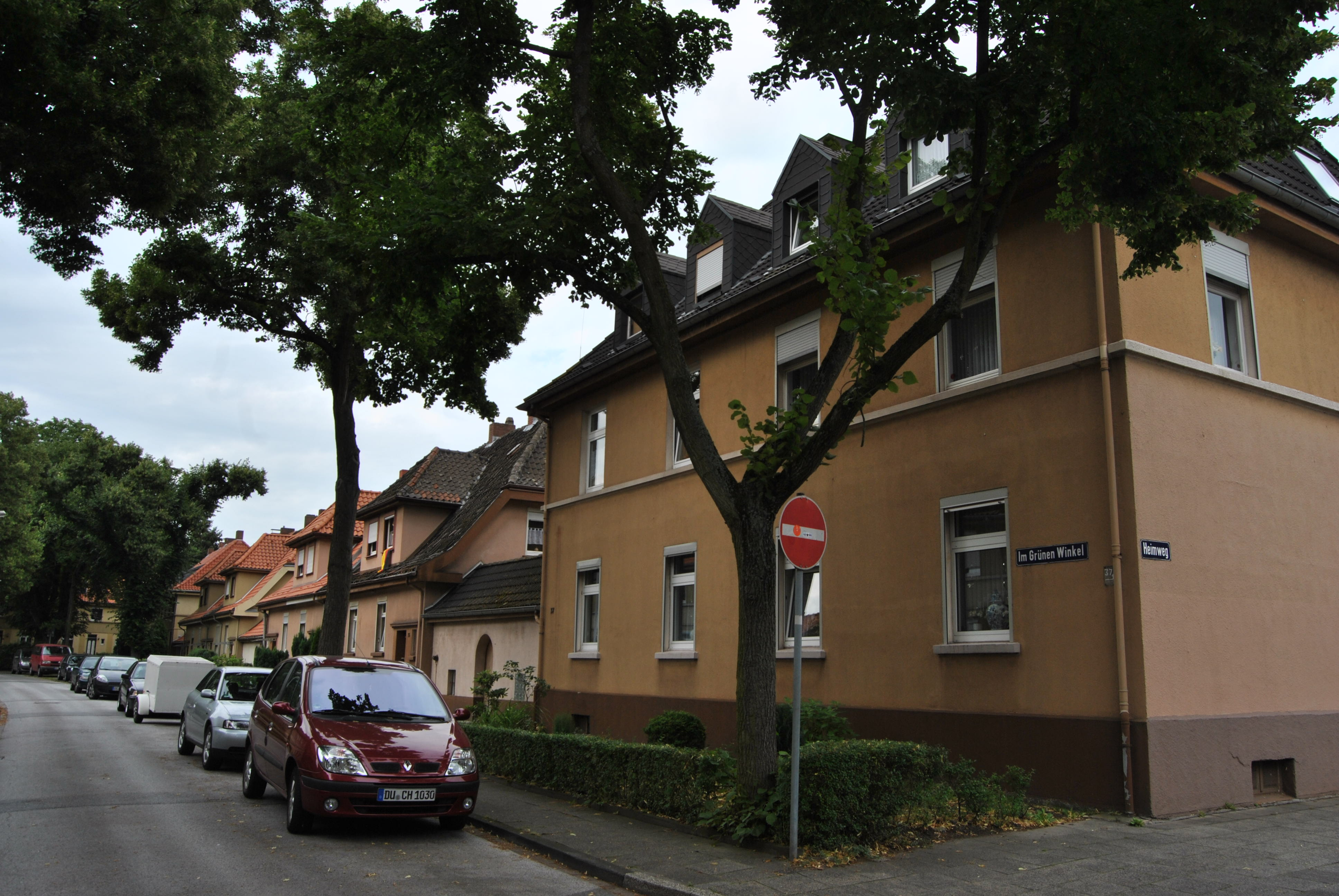
Eisenbahner-Siedlung Wedau
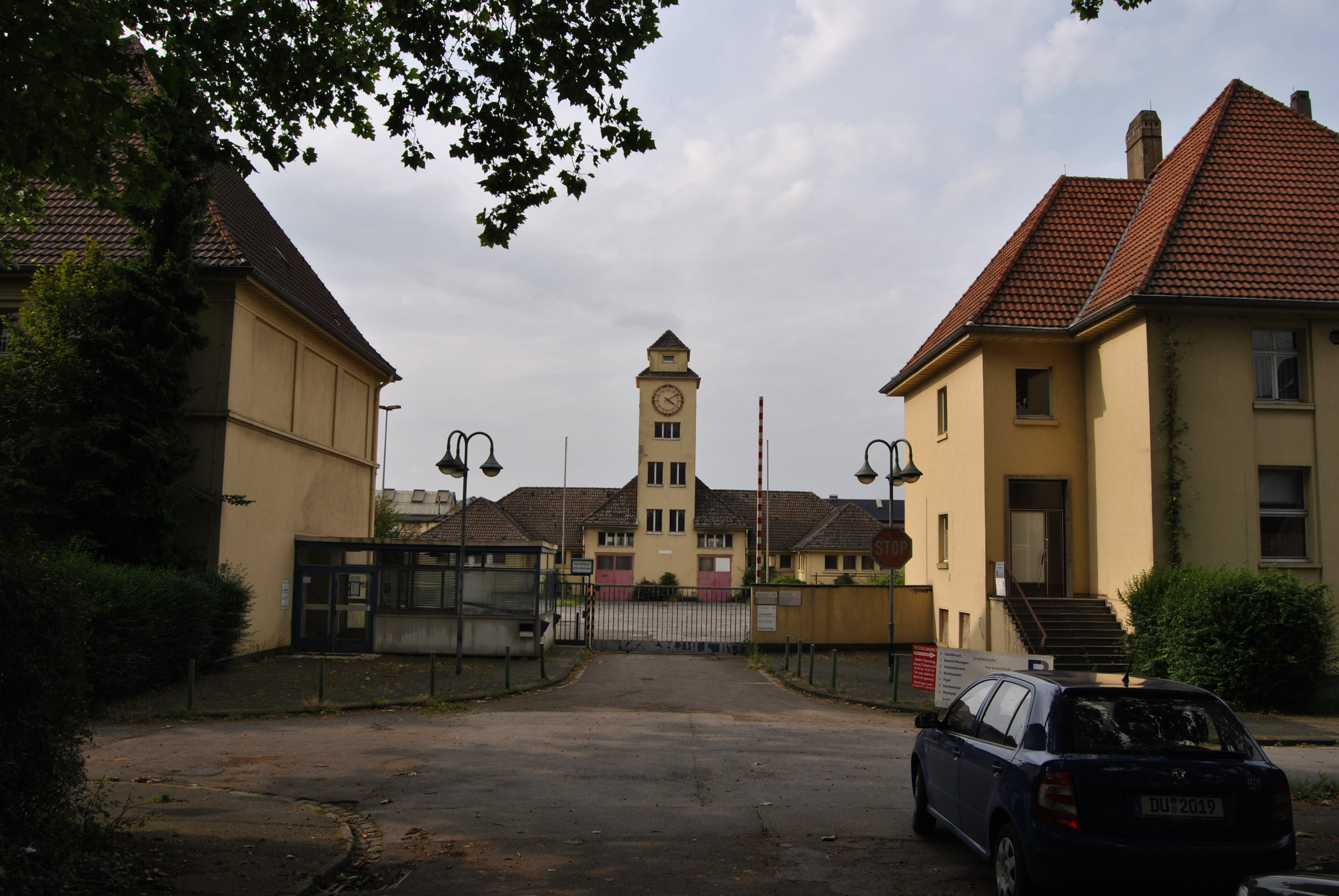
Ausbesserungswerk Wedau
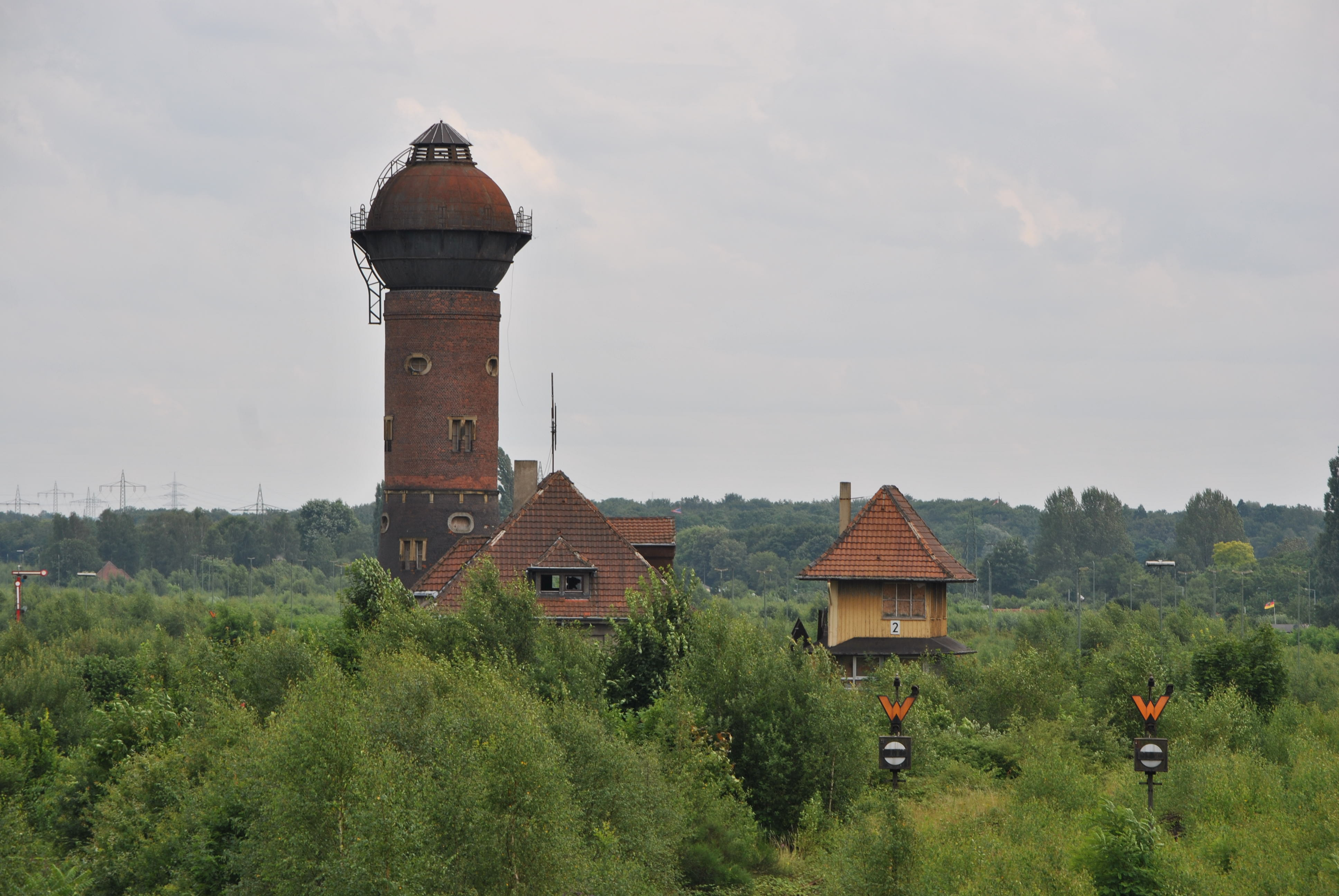
Stillgelegter Rangierbahnhof Wedau
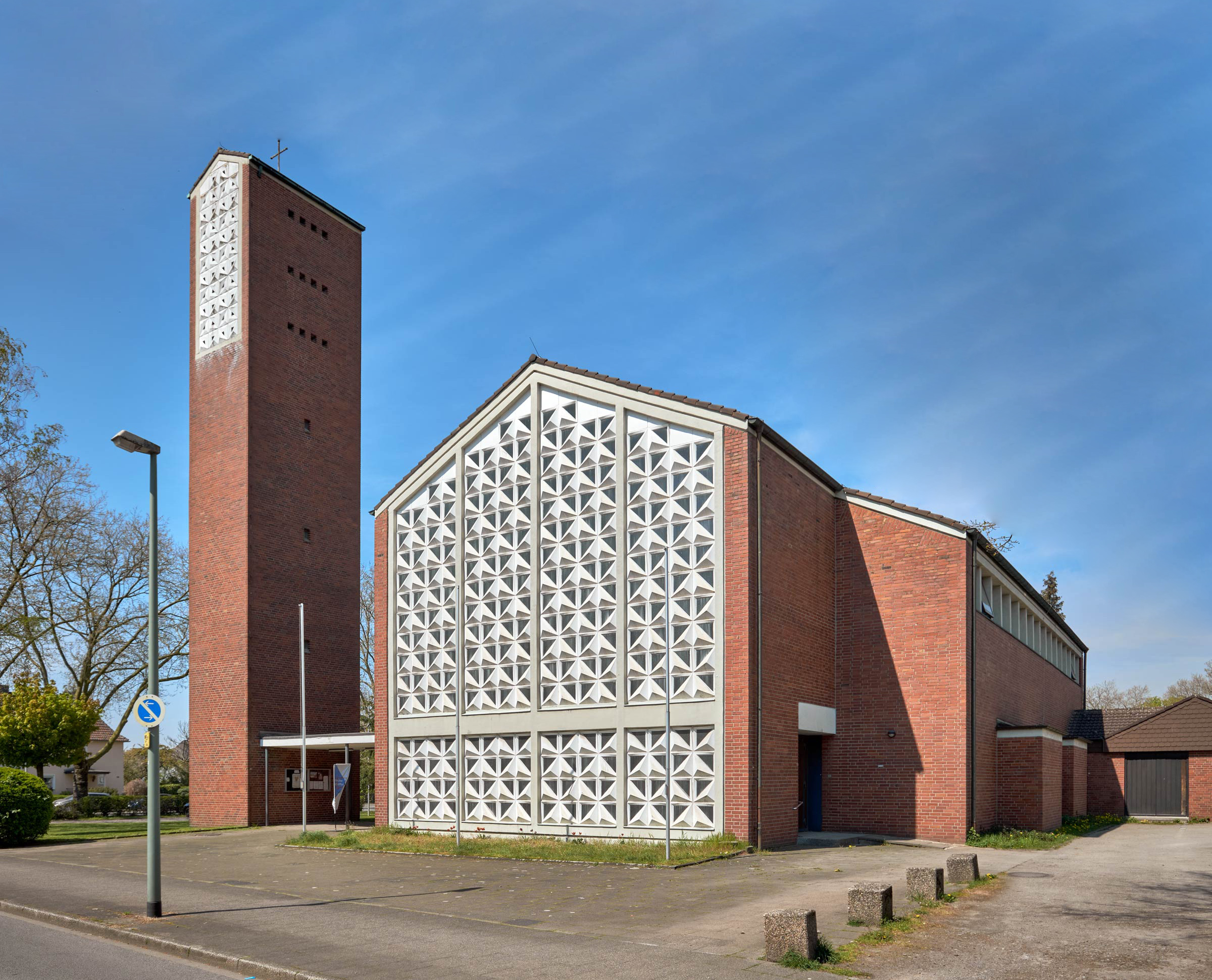
Ehemalige katholische Kirche St. Joseph
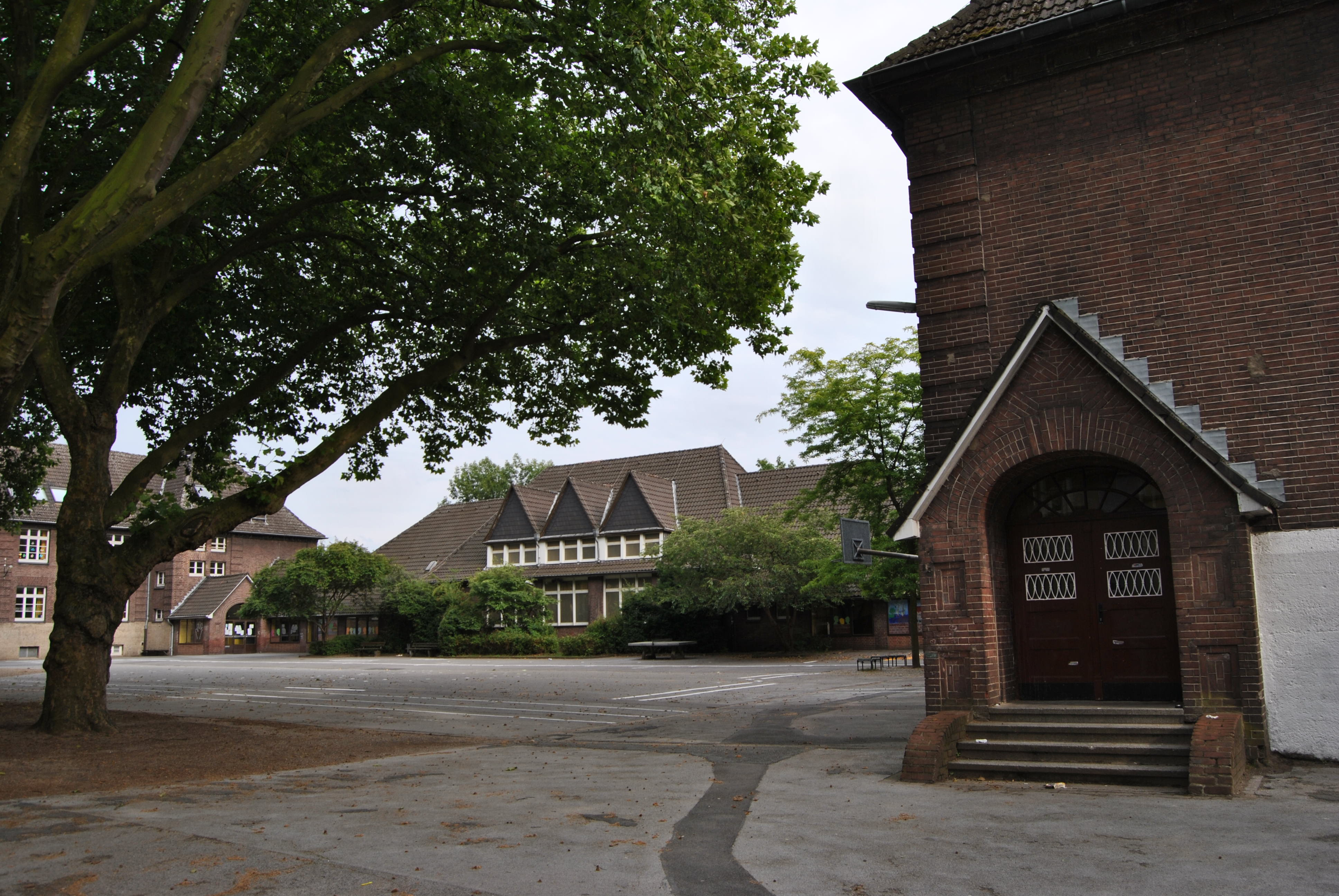
Grundschule Wedau

## Arbeitersiedlung
Mit einer Siedlung der Duisburger Kupferhütte (heute: DK Recycling) wurde im Westen des grünen Stadtteils Wedau in einiger Entfernung vom Hochfelder Werk Wohnraum für Stahlindustriearbeiter geschaffen. Begonnen wurde damit 1934, fertiggestellt wurde die Siedlung jedoch größtenteils erst nach dem Zweiten Weltkrieg. Vorangetrieben wurde der Bau der Siedlung durch Ernst Kuss, den damaligen Direktor der Duisburger Kupferhütte. Er wollte dem Wohnraummangel seiner Mitarbeiter nach dem Krieg gezielt abhelfen. Die Hungerjahre nach dem Zweiten Weltkrieg bewogen ihn dazu, Gärten bei jedem Siedlungshaus mit einzuplanen, um den Bewohnern der Siedlung die Möglichkeit zu geben, sich kostengünstig selbst mit Obst und Gemüse, Eiern und Fleisch durch das Halten eines Schweins zu versorgen. Der Architekt der Siedlung war Peter Poelzig.

## Sportpark Duisburg

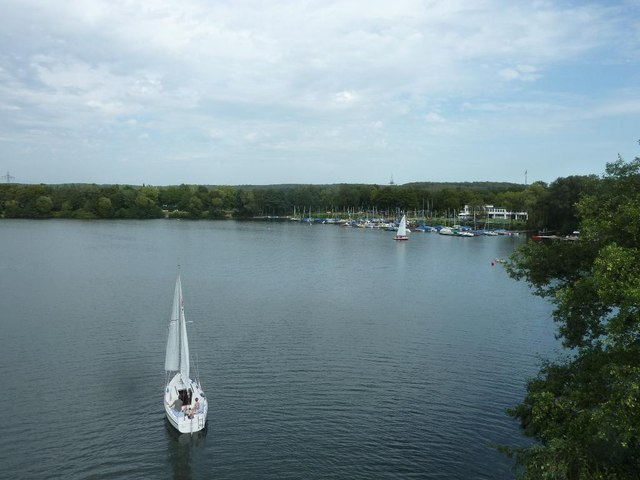
Masurensee und Hafen

Der Sportpark Duisburg liegt nördlich von Wedau im Stadtteil Duisburg-Neudorf-Süd auf dem Gebiet der alten Duisburger Gemarkung und ist Bestandteil des alten Duisburger Waldes.
Bis 2008 trug das Gelände den Namen „Sportpark Wedau“. Er entstand in den 1920er Jahren vor Eingemeindung des Stadtteils Wedau.
Im Sportpark fanden im Jahre 1989 die Universiade und Mitte Juli 2005 die World Games 2005 statt.
In der an der Stelle des alten Wedaustadions errichteten Schauinsland-Reisen-Arena (früher MSV-Arena) trägt der Fußballverein MSV Duisburg seine Heimspiele aus.
Direkt neben der Schauinsland-Reisen-Arena befindet sich die PreZero Rheinlandhalle. Diese ist die Heimstätte des EV Duisburg, der dort seinen Eishockey-Trainings- und Spielbetrieb aller Mannschaften durchführt.
Im Sportpark sind auch der Westdeutsche Fußballverband, der Fußballverband Niederrhein, die Sportschule Wedau des Fußballverbandes Niederrhein, der Leichtathletik-Verband Nordrhein, der Deutsche Kanu-Verband, der Landessportbund Nordrhein-Westfalen sowie zahlreiche andere Sportverbände beheimatet.
Eine weitere Besonderheit ist die Regattabahn, in deren Umfeld der 1909 gegründete und heute ca. 3.700 Mitglieder zählende ASC Duisburg, der Duisburger Schwimmverein von 1898, sowie der Duisburger Ruderverein 1897/1910 beheimatet sind. Bereits vier Male fanden hier Kanurennsport-Weltmeisterschaften statt. Zuletzt fand in Duisburg im Jahre 2013 eine Weltmeisterschaft im Kanurennsport statt.
Im Süden des Stadtteils erstreckt sich die Sechs-Seen-Platte, ein beliebtes Naherholungsgebiet mit Aussichtsturm (23 m, Aussichtsplattform ~ 82 m NHN), Schwimmbad, Segel- und Kanuvereinen, sowie Bootsverleih und Gastronomie.